# Nico Parker
Nico Parker (ur. 9 grudnia 2004 w Londynie) – brytyjska aktorka.

## Życiorys
Nico jest córką reżysera i scenarzysty Oliviera "Ol" Parkera i brytyjskiej aktorki Thandie Newton. Parker ma dwójkę rodzeństwa: starszą siostrę Ripley (ur. 17 grudnia 2000) i młodszego brata Brooke'a Jombe'a (ur. 3 marca 2014). Nico twierdzi, że jej babka ze strony matki, Nyasha, była rdzenną mieszkanką Zimbabwe.

## Kariera
Nico zadebiutowała w 2019 roku, gdy wystąpiła w filmie w reżyserii Tima Burtona pt. Dumbo. Pomimo mieszanych lub negatywnych recenzji krytyków rola ta przyniosła jej szerokie uznanie.
W 2023 roku Nico Parker wcieliła się rolę Sarah Miller w pierwszym odcinku produkcji HBO pt. The Last of Us. Zdaniem krytyków odcinek ten "niezmiernie korzysta z jej ujmującego wkładu".
W 2024 roku Lancôme ogłosiło, że Nico Parker będzie reklamować markę L’Oréal, czyniąc ją tym samym najmłodszą globalną ambasadorką marki.
W 2025 roku Nico wystąpiła w filmie Bridget Jones: Szalejąc za facetem. Oprócz tego wystąpi również u boku Masona Thamesa w nowej ekranizacji filmu Jak wytresować smoka oraz w filmie Poetic License.

## Filmografia

### Filmy
| Rok  | Tytuł                              | Tytuł oryginalny                 | Rola          | Źr.           |
| ---- | ---------------------------------- | -------------------------------- | ------------- | ------------- |
| 2019 | Dumbo                              | Dumbo                            | Milly Farrier | [ 5 ]         |
| 2021 | Reminiscencja                      | Reminiscene                      | Zoe           | [ 16 ]        |
| 2024 | Suncoast                           | Suncoast                         | Doris         | [ 17 ]        |
| 2025 | Bridget Jones: Szalejąc za facetem | Bridget Jones: Mad About the Boy | Chloe         | [ 12 ] [ 13 ] |
| 2025 | Jak wytresować smoka               | How to Train Your Dragon         | Astrid        | [ 14 ]        |
| TBA  | Poetic License                     | Poetic License                   | Dora          | [ 15 ]        |

### Seriale
| Rok  | Tytuł          | Tytuł oryginalny | Rola         | Źr.         |
| ---- | -------------- | ---------------- | ------------ | ----------- |
| 2020 | Dzień trzeci   | The Third Day    | Ellie        | [ 18 ]      |
| 2023 | The Last of Us | The Last of Us   | Sarah Miller | [ 7 ] [ 8 ] |

## Nagrody i nominacje
Za rolę w filmie Suncoast Nico Parker wygrała w 2024 roku nagrodę "U. S. Dramatic Special Jury Award" w kategorii "Breakthrough Performance", którą otrzymała w trakcie Sundance Film Festival.